# Tiêm chủng ngừa COVID-19 tại Việt Nam
Tiêm chủng ngừa COVID-19 tại Việt Nam là chiến dịch tạo miễn dịch đang diễn ra ngừa virus corona gây hội chứng hô hấp cấp tính nặng 2 (SARS-CoV-2), loại virus gây bệnh viêm đường hô hấp cấp do virus corona 2019 (COVID-19), để kiểm soát đại dịch đang diễn ra tại đây. Để sử dụng cho nhu cầu cấp bách trong phòng, chống dịch COVID-19, Bộ Y tế đã đồng ý nhập khẩu 204.000 liều vaccine phòng COVID-19 đầu tiên và việc tiêm vaccine ngừa COVID-19 được bắt đầu từ ngày 8 tháng 3 năm 2021.

## Lịch sử

### Theo năm

#### 2021
Việc tiêm vaccine Covid-19 được bắt đầu từ ngày 8 tháng 3. Ngày 1 tháng 4, lô vaccine AstraZeneca đầu tiên do Chương trình COVAX Facility thông qua UNICEF cho Việt Nam cùng với 92 quốc gia trên toàn thế giới đã về đến Việt Nam. Do số lượng vaccine đợt đầu còn quá ít, Chính phủ Việt Nam đã giao Bộ Y tế phân phối số vaccine này cho 11 dối tượng được ưu tiên tiêm chủng. Bao gồm:
- Nhân viên y tế;
- Nhân viên tham gia phòng chống dịch (ban chỉ đạo các cấp, nhân viên khu cách ly, phóng viên…)
- Nhân viên ngoại giao, hải quan, cán bộ làm công tác xuất nhập cảnh;
- Lực lượng quân đội;
- Lực lượng công an;
- Giáo viên;
- Người trên 65 tuổi;
- Nhóm cung cấp dịch vụ thiết yếu: hàng không, vận tải, du lịch, cung cấp dịch vụ điện, nước…;
- Người mắc các bệnh mãn tính;
- Người có nhu cầu đi công tác, học tập, lao động ở nước ngoài;
- Người tại vùng dịch theo chỉ định dịch tễ.

Đến ngày 13-5-2021, giai đoạn tiêm chủng đầu tiên đã hoàn tất với 959.182 liều (có 147.982 liều mua từ tháng 2-2021) đã hoàn tất. Ngày 16-5-2021, Việt Nam đã tiếp nhân lô vaccine COVID-19 thứ hai cũng do COVAX tài trợ với 1.682.400 liều AstraZeneca, sẽ được triển khai trong tháng 5-2021.
Ngày 27 tháng 10, Việt Nam bắt đầu tiêm vắc-xin COVID-19 cho trẻ em tại TP.HCM.
Ngày 1 tháng 12, Bộ Y tế gửi công văn hướng dẫn tiêm bổ sung và tiêm nhắc lại vaccine COVID-19. Ngày 17 tháng 12, thời điểm tiêm nhắc lại được rút ngắn còn ít nhất 3 tháng sau mũi cuối của liều cơ bản; cho phép người tiêm mũi cơ bản bằng vaccine Sinopharm, Sputnik V được tiêm bổ sung.

#### 2022
Ngày 12 tháng 1, Bộ Y tế cho biết Việt Nam đã hoàn thành tiêm mũi một vaccine cho người trưởng thành. Ngày 21 tháng 1, Cục Quản lý Dược, Bộ Y tế đã đồng ý tiêm mũi thứ 3 vaccine Moderna với liều bằng nửa liều cơ bản.
Ngày 8 tháng 6, Việt Nam bắt đầu tiêm mũi thứ 4 vắc-xin COVID-19.

#### 2023
Tính đến hết ngày 20 tháng 7, có 266.532.582 liều vaccine phòng COVID-19 được tiêm.
2024
Bộ Y tế thông báo còn 432.000 liều vaccine và khuyến cáo 3 nhóm cần tiêm nhắc lại vaccine COVID-19 gồm: người từ 50 tuổi trở lên và có bệnh nền; phụ nữ mang thai và người chưa tiêm vaccine COVID-19 mũi nào.

### Vắc-xin đặt mua
Chính phủ đã tìm kiếm các liều vắc-xin COVID-19 từ nhiều nguồn khác nhau:
Vaccine về Việt Nam theo nhà sản xuất
| Vaccine                     | Nguồn gốc                 | Tiến trình                 | Liều đã đặt | Liều đã đến | Chấp thuận        | Triển khai       | Ghi chú                                                                                          |
| --------------------------- | ------------------------- | -------------------------- | ----------- | ----------- | ----------------- | ---------------- | ------------------------------------------------------------------------------------------------ |
| Oxford–AstraZeneca          | Vương quốc Anh, Thụy Điển | Thử nghiệm giai đoạn III   | 55 triệu    | 63.835.476  | 30 tháng 1, 2021  | 8 tháng 3, 2021  | Bao gồm vaccine do COVAX và các nước khác quyên góp.                                             |
| Sputnik V                   | Nga                       | Thử nghiệm giai đoạn III   | 20 triệu    | 1.508.998   | 23 tháng 3, 2021  | Tháng 3, 2021    | Bao gồm liều tặng bởi Nga. Sản xuất tại Việt Nam bởi Vabiotech.                                  |
| Sinopharm                   | Trung Quốc                | Thử nghiệm giai đoạn III   | 33 triệu    | 52.261.200  | 4 tháng 6, 2021   | 10 tháng 7, 2021 | Bao gồm liều Trung Quốc tặng.                                                                    |
| Sinopharm                   | UAE                       | Thử nghiệm giai đoạn III   | 30 triệu    | 52.261.200  | 10 tháng 9, 2021  | 1 tháng 10, 2021 | Với tên Hayat-Vax.                                                                               |
| Pfizer–BioNTech             | Mỹ, Đức                   | Thử nghiệm giai đoạn III   | 51 triệu    | 82.751.550  | 12 tháng 6, 2021  | 17 tháng 7, 2021 | Đợt đầu tiên được phân phối vào tháng 7 năm 2021. Bao gồm liều được tặng bởi Mỹ thông qua COVAX. |
| Moderna                     | Mỹ                        | Thử nghiệm giai đoạn III   | Không rõ    | 14.077.160  | 29 tháng 6, 2021  | 17 tháng 7, 2021 | Bao gồm liều tặng bởi COVAX.                                                                     |
| Janssen (Johnson & Johnson) | Bỉ, Hà Lan, Mỹ            | Thử nghiệm giai đoạn III   | Không rõ    | 0           | 15 tháng 7, 2021  | Chưa công bố     |                                                                                                  |
| Abdala                      | Cuba                      | Thử nghiệm giai đoạn III   | 10 triệu    | 5.150.000   | 18 tháng 9, 2021  | Tháng 10, 2021   | Bao gồm liều do Cuba tặng.                                                                       |
| Covaxin                     | Ấn Độ                     | Thử nghiệm giai đoạn III   | Không rõ    | 0           | 10 tháng 11, 2021 | Chưa công bố     |                                                                                                  |
| Sputnik Light               | Nga                       | Thử nghiệm giai đoạn III   | Không rõ    | 100.000     | Chưa công bố      | Chưa công bố     |                                                                                                  |
| Nanocovax                   | Việt Nam                  | Thử nghiệm giai đoạn III   | Không rõ    |             | Chưa công bố      | Chưa công bố     |                                                                                                  |
| ARCT-154                    | Mỹ, Việt Nam              | Thử nghiệm giai đoạn I-III | Không rõ    |             |                   |                  |                                                                                                  |
| Covivac                     | Việt Nam                  | Thử nghiệm giai đoạn II    | Không rõ    |             |                   |                  |                                                                                                  |
| Vabiotech                   | Việt Nam                  | Thử nghiệm giai đoạn I     | Không rõ    |             |                   |                  |                                                                                                  |

### Vắc-xin trong giai đoạn thử nghiệm
| Vắc-xin   | Loại (công nghệ) | Pha I          | Pha II         | Pha III        |
| --------- | ---------------- | -------------- | -------------- | -------------- |
| Nanocovax | Tiểu đơn vị      | Hoàn thành     | Hoàn thành     | Đang tiến hành |
| ARCT-154  | mRNA             | Hoàn thành     | Đang tiến hành | Đang tiến hành |
| CoviVac   | Vector virus     | Hoàn thành     | Hoàn thành     | Tạm ngừng      |
| Vabiotech | Tiểu đơn vị      | Đang tiến hành | Chưa tiến hành | Chưa tiến hành |

## Tiến trình hiện tại
Tại Việt Nam, cho đến ngày 26 tháng 3 năm 2025, có 87.371.383 người đã tiêm 1 mũi vaccine COVID-19, 80.948.511 người đã tiêm 2 mũi vaccine COVID-19, 77.192.725 người đã tiêm 3 mũi vaccine COVID-19. 90,91%+ người Việt đã tiêm 1 mũi vaccine COVID-19, 84,23%+ người Việt đã tiêm 2 mũi vaccine COVID-19, 80,32%+ người Việt đã tiêm 3 mũi vaccine COVID-19.

## Tiêm chủng theo địa phương
| Cả nước           | 96.108.532 | 135.829.696 | 248.242.161 | 258,3% |
| TP. Hồ Chí Minh   | 8.993.082  | 14.637.020  | 23.117.024  | 257,1% |
| Hà Nội            | 8.053.664  | 12.294.742  | 19.040.925  | 236,4% |
| Đồng Nai          | 3.097.107  | 5.025.430   | 8.587.597   | 277,3% |
| Bình Dương        | 2.426.561  | 4.772.470   | 7.233.613   | 298,1% |
| Nghệ An           | 3.327.791  | 3.900.900   | 7.804.532   | 234,5% |
| Thanh Hóa         | 3.640.128  | 3.877.590   | 9.297.198   | 255,4% |
| An Giang          | 1.908.352  | 3.112.132   | 5.059.848   | 265,1% |
| Kiên Giang        | 1.723.067  | 3.001.880   | 4.254.342   | 246,9% |
| Long An           | 1.688.547  | 2.998.000   | 5.374.074   | 318,3% |
| Tiền Giang        | 1.764.185  | 2.974.320   | 4.792.047   | 271,6% |
| Hải Phòng         | 1.837.173  | 2.767.400   | 5.699.337   | 310,2% |
| Đồng Tháp         | 1.599.504  | 2.705.690   | 4.263.509   | 266,6% |
| Bắc Giang         | 1.803.950  | 2.203.610   | 5.466.281   | 303,0% |
| Quảng Nam         | 1.495.812  | 2.149.770   | 3.709.231   | 248,0% |
| Cần Thơ           | 1.235.171  | 2.132.068   | 3.368.201   | 272,7% |
| Quảng Ninh        | 1.320.324  | 2.121.498   | 3.943.816   | 298,7% |
| Sóc Trăng         | 1.199.653  | 2.114.660   | 3.553.947   | 296,2% |
| Đắk Lắk           | 1.869.322  | 2.100.110   | 4.432.970   | 237,1% |
| Tây Ninh          | 1.169.165  | 2.055.900   | 3.057.930   | 261,6% |
| Bà Rịa - Vũng Tàu | 1.148.313  | 2.034.410   | 3.039.800   | 264,7% |
| Hải Dương         | 1.892.254  | 2.025.640   | 4.571.543   | 241,6% |
| Lâm Đồng          | 1.296.606  | 1.952.774   | 3.854.949   | 297,3% |
| Bình Định         | 1.486.918  | 1.902.530   | 3.760.483   | 252,9% |
| Thái Bình         | 1.860.447  | 1.893.980   | 4.244.451   | 228,1% |
| Khánh Hòa         | 1.231.107  | 1.886.770   | 3.457.177   | 280,8% |
| Bến Tre           | 1.288.463  | 1.882.520   | 3.752.916   | 291,3% |
| Bắc Ninh          | 1.368.840  | 1.865.510   | 4.228.457   | 308,9% |
| Gia Lai           | 1.513.847  | 1.795.832   | 3.634.825   | 240,1% |
| Nam Định          | 1.780.393  | 1.772.560   | 4.122.563   | 231,6% |
| Vĩnh Long         | 1.022.791  | 1.733.130   | 3.091.815   | 302,3% |
| Phú Thọ           | 1.463.726  | 1.729.400   | 3.665.600   | 250,4% |
| Đà Nẵng           | 1.134.310  | 1.720.782   | 2.862.101   | 252,3% |
| Bình Thuận        | 1.230.808  | 1.701.850   | 2.929.066   | 238,0% |
| Hưng Yên          | 1.252.731  | 1.686.572   | 2.921.927   | 233,2% |
| Cà Mau            | 1.194.476  | 1.677.630   | 3.313.526   | 277,4% |
| Thừa Thiên Huế    | 1.128.620  | 1.616.626   | 2.802.408   | 248,3% |
| Quảng Ngãi        | 1.231.697  | 1.562.604   | 2.922.563   | 237,3% |
| Bình Phước        | 994.679    | 1.528.060   | 2.688.723   | 270,3% |
| Vĩnh Phúc         | 1.154.154  | 1.462.250   | 3.007.540   | 260,6% |
| Trà Vinh          | 1.009.168  | 1.353.410   | 2.664.931   | 264,1% |
| Thái Nguyên       | 1.286.751  | 1.271.330   | 3.361.656   | 261,2% |
| Bạc Liêu          | 907.236    | 1.269.690   | 2.232.909   | 246,1% |
| Ninh Bình         | 982.487    | 1.239.970   | 2.452.906   | 249,7% |
| Hà Tĩnh           | 1.288.866  | 1.220.150   | 2.875.059   | 223,1% |
| Hà Nam            | 852.800    | 1.213.520   | 2.208.618   | 259,0% |
| Sơn La            | 1.248.415  | 1.193.980   | 2.856.476   | 228,8% |
| Hậu Giang         | 733.017    | 1.190.250   | 2.057.802   | 280,7% |
| Hà Giang          | 854.679    | 1.128.820   | 2.009.451   | 235,1% |
| Lạng Sơn          | 781.655    | 1.117.220   | 1.898.232   | 242,8% |
| Phú Yên           | 961.152    | 1.108.954   | 2.029.570   | 211,2% |
| Hoà Bình          | 854.131    | 1.046.120   | 2.165.479   | 253,5% |
| Yên Bái           | 821.030    | 1.034.300   | 2.211.316   | 269,3% |
| Quảng Bình        | 895.430    | 978.810     | 1.942.352   | 216,9% |
| Lào Cai           | 730.420    | 933.550     | 2.013.325   | 275,6% |
| Tuyên Quang       | 784.811    | 930.610     | 1.842.830   | 234,8% |
| Ninh Thuận        | 590.467    | 892.660     | 1.496.827   | 253,5% |
| Quảng Trị         | 632.375    | 848.182     | 1.485.193   | 234,9% |
| Đắk Nông          | 622.168    | 819.420     | 1.646.214   | 264,6% |
| Điện Biên         | 598.856    | 629.460     | 1.495.668   | 249,8% |
| Kon Tum           | 540.438    | 621.200     | 1.328.077   | 245,7% |
| Cao Bằng          | 530.341    | 550.460     | 1.222.940   | 230,6% |
| Lai Châu          | 460.196    | 517.840     | 1.103.450   | 239,8% |
| Bắc Kạn           | 313.905    | 343.170     | 712.025     | 226,8% |
| 1.                |            |             |             |        |

## Báo cáo tác dụng phụ
Theo các nguồn tin trong nước, hai trường hợp đã được thông báo rộng rãi:
- Tối 7 tháng 5, 2021, Bộ Y tế công bố một nữ nhân viên y tế 35 tuổi công tác tại Bệnh viện Đa khoa khu vực Tân Châu, An Giang, đã tử vong sau tiêm vaccine AstraZeneca, nguyên nhân dẫn đến tử vong là sốc phản vệ trên nền cơ địa dị ứng thuốc chống viêm không steroid (NSAID).[59][60][61]
- Chiều ngày 22 tháng 6 năm 2021, Trung tâm Kiểm soát bệnh tật Hà Nội (CDC Hà Nội) thông tin Hà Nội vừa ghi nhận một trường hợp tử vong sau tiêm vắc xin AstraZeneca, là (nam, sinh năm 1995), ở Đông Anh, Hà Nội, nghề nghiệp giáo viên.[62][63][64]

Còn theo RFA, tính tới ngày 25.6.2021, Việt Nam có sáu trường hợp tử vong sau khi tiêm vắc-xin COVID-19 của hãng AstraZeneca, bao gồm một nam giáo viên 26 tuổi ở Hà Nội, một nữ nhân viên y tế 35 tuổi ở An Giang, một công nhân 27 tuổi và một tài xế 46 tuổi ở Bắc Giang, một cán bộ tên P. - 55 tuổi ở Bình Thuận và một thượng úy Công an 38 tuổi.
Tính đến 5 tháng 9, 2021, có 825.305 ca tác dụng phụ nhẹ sau tiêm chủng (3.7%) và 51 ca nghiêm trọng (7 tử vong).
Ngày 26 tháng 11, 2021, Sở Y tế tỉnh Thanh Hóa xác định đã có 4 người tử vong sau khi tiêm vaccine Vero Cell, các nạn nhân đều trú tại huyện Nông Cống.
Ngày 28 tháng 11, 2021, sau khi tiêm vắc xin ngừa COVID-19, một nữ sinh lớp 9 ở huyện Thường Tín (Hà Nội) có biểu hiện sốt, được đưa vào Bệnh viện Bạch Mai điều trị và tử vong sau đó.

## Dư luận
Một cuộc thăm dò được thực hiện từ tháng 10 đến tháng 12 năm 2020 cho thấy Việt Nam có tỷ lệ chấp nhận vắc xin cao nhất trên thế giới. 98% số người được khảo sát trả lời rằng họ chắc chắn hoặc có thể sẽ tiêm phòng khi có vắc xin COVID-19.

## Hình ảnh

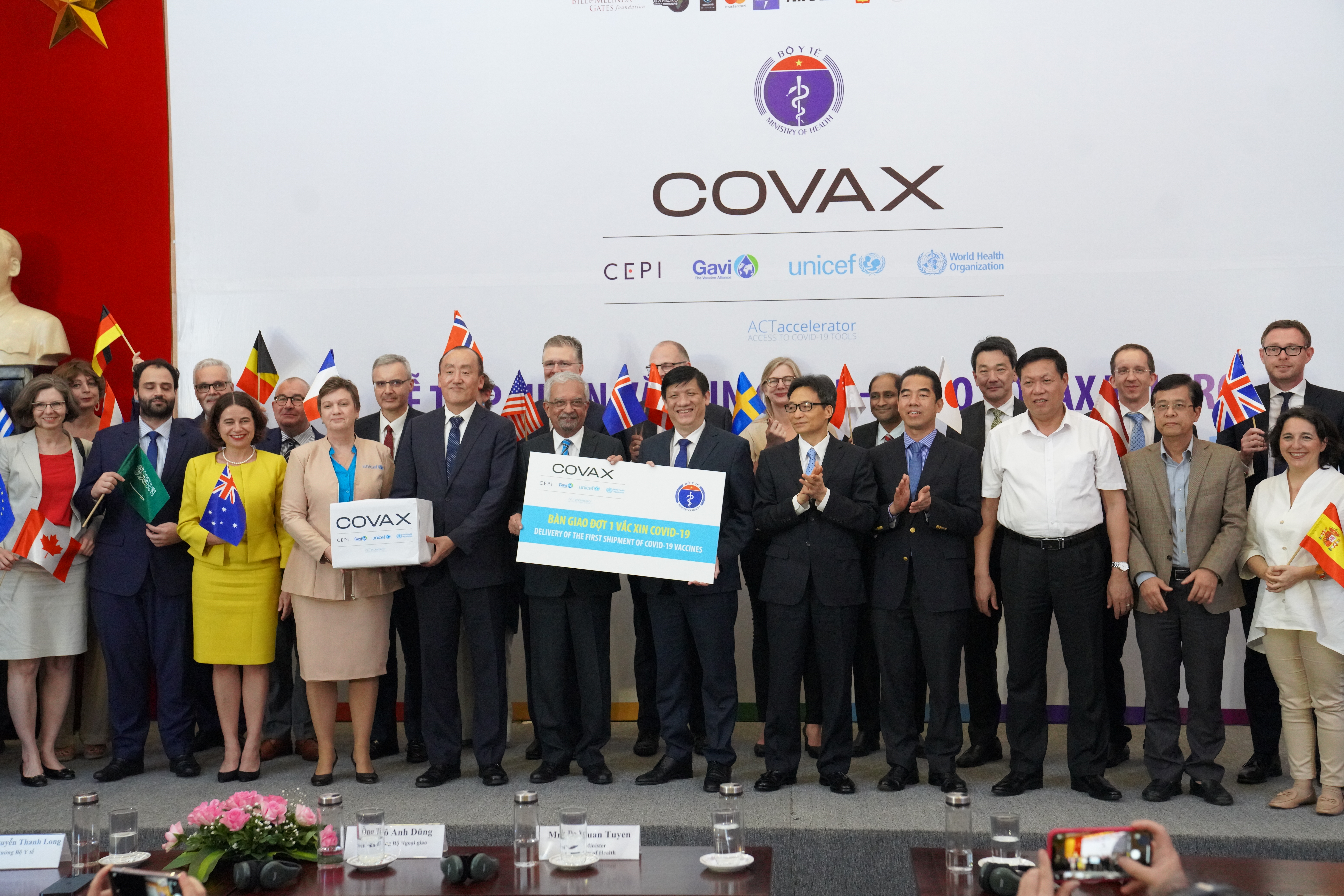
Lễ trao vắc-xin COVID-19 cho Việt Nam từ COVAX năm 2021
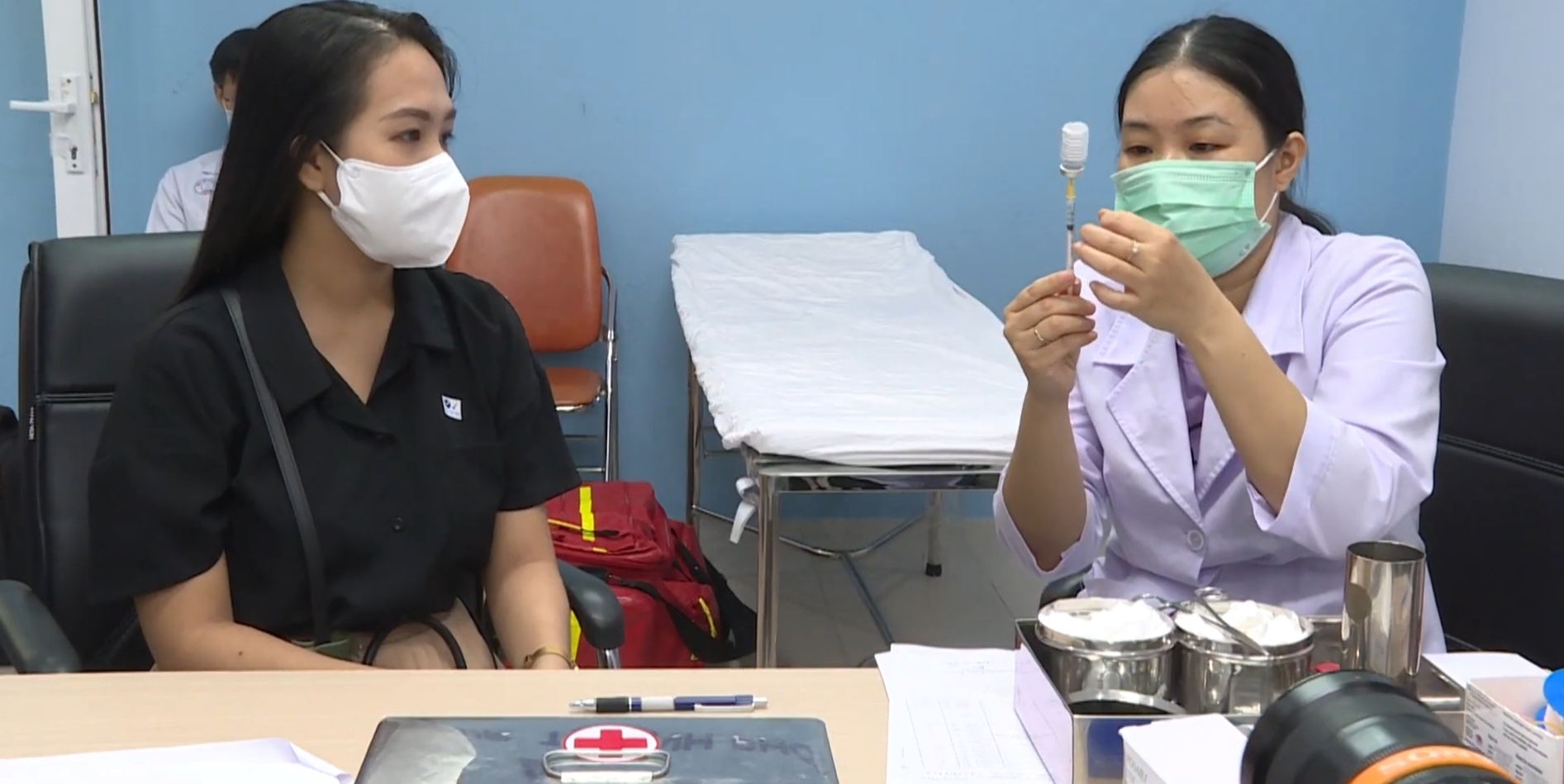
Một nhân viên y tế chuẩn bị tiêm vắc-xin COVID-19 của AstraZeneca cho một nhà báo ở Viện Pasteur TPHCM